# Mladen Cvjetinović
Mladen Cvjetinović (* 18. September 2003 in Berlin) ist ein deutsch-bosnischer Fußballspieler.

## Karriere
Nach seinen Anfängen in der Jugend des BSV Grün-Weiss Neukölln wechselte er im Sommer 2010 in die Jugendabteilung von Hertha BSC. Nachdem er für seinen Verein zu sechs Spielen in der B-Junioren-Bundesliga gekommen war, erfolgte im Sommer 2020 sein Wechsel in die Jugendabteilung des FC Viktoria 1889 Berlin. Dort kam er nach 12 Einsätzen in der A-Junioren-Bundesliga, bei denen ihm ein Tor gelang, auch zu seinem ersten Einsatz im Profibereich, als er am 17. Dezember 2021, dem 20. Spieltag, beim 4:1-Auswärtssieg gegen den FC Viktoria Köln in der 84. Spielminute für Shinji Yamada eingewechselt wurde.
Im Sommer 2023 wechselte er zum Drittligisten FC Ingolstadt 04. Seit Sommer 2025 steht er beim Zweitligisten Holstein Kiel unter Vertrag.

## Nationalmannschaft
Von 2021 bis 2022 bestritt Cvjetinović für die U19 des bosnisch-herzegowinischen Fußballverbandes insgesamt zehn Länderspiele. Seit Juni 2022 gehört er dem Kader der U21-Nationalmannschaft an.

## Sonstiges
Sein Cousin Miloš Cvjetinović (* 2003) ist ebenfalls Fußballspieler.